# Îlot de San Martino
L' Ilot de San Martino (Isolotto di San Martino en italien) est une toute petite île de 16 000 m2 de l'archipel campanien, située dans la commune de Monte di Procida, ville métropolitaine de Naples en Campanie, à laquelle on accédait par un tunnel étroit et une jetée, aujourd'hui abandonnées.

## Conformation géologique
L'îlot est constitué d'un matériau typique des Champs Phlégréens : la pouzzolane , dont l'extraction a provoqué une réduction de hauteur de 16 m.

## Historique
Probablement dans le passé, l'îlot était relié à Monte di Procida en constituant un promontoire qui, en 1488, s'est détaché en raison d'un événement géologique non déterminé avec précision (vraisemblablement un tsunami dû aux fréquents mouvements telluriques de la zone phlégréenne).
À partir de 1917, cependant, il fut utilisé comme installation industrielle pour tester des torpilles dans le cadre de l'usine de torpilles. En 1939, cependant, le pont et le tunnel reliant le rocher au continent furent exploités.
Dans les années 1960, l'îlot, concédé à durée déterminée à un particulier, est devenu une attraction touristique, offrant aux touristes la possibilité d'admirer des découvertes historiques et à explorer les fonds marins.
En 2019, après environ 10 ans d’abandon total, le pont qui reliait l’îlot au continent s’est également effondré à cause de fortes tempêtes maritimes.

### Zone protégée
L'îlot de San Martino, intégré au parc régional des Champs Phlégréens, constitue un écosystème d'un grand intérêt environnemental en tant qu'aire marine du réseau Natura 2000.